# Ле Стрейндж, Джон, 8-й барон Стрейндж из Нокина
Джон ле Стрейндж (англ. John Lestrange; приблизительно 1444 — 16 октября 1479) — английский аристократ, 8-й барон Стрейндж из Нокина с 1449 года. Сын Ричарда ле Стрейнджа, 7-го барона Стрейнджа из Нокина, и его второй жены Элизабет Кобем. После смерти отца унаследовал баронский титул и семейные владения, расположенные главным образом в Шропшире. В Войнах Алой и Белой розы занимал сторону Йорков. 
Барон был дважды женат: на Жакетте Вудвилл (дочери Ричарда Вудвилла, 1-го графа Риверса, и Жакетты Люксембургской, сестре королевы Елизаветы Вудвилл) и на Анне Невилл (дочери Эдуарда Невилла, 1-го барона Абергавенни, и Кэтрин Говард). В первом браке родилась дочь Джоан (примерно 1463—1514), ставшая 9-й баронессой Стрейндж из Нокина в своём праве (suo jure). Она вышла за Джорджа Стэнли.